# Ponikiew (Wadowice)
Ponikiew ist eine Ortschaft mit einem Schulzenamt der Gemeinde Wadowice im Powiat Wadowicki der Woiwodschaft Kleinpolen, Polen.

## Geographie

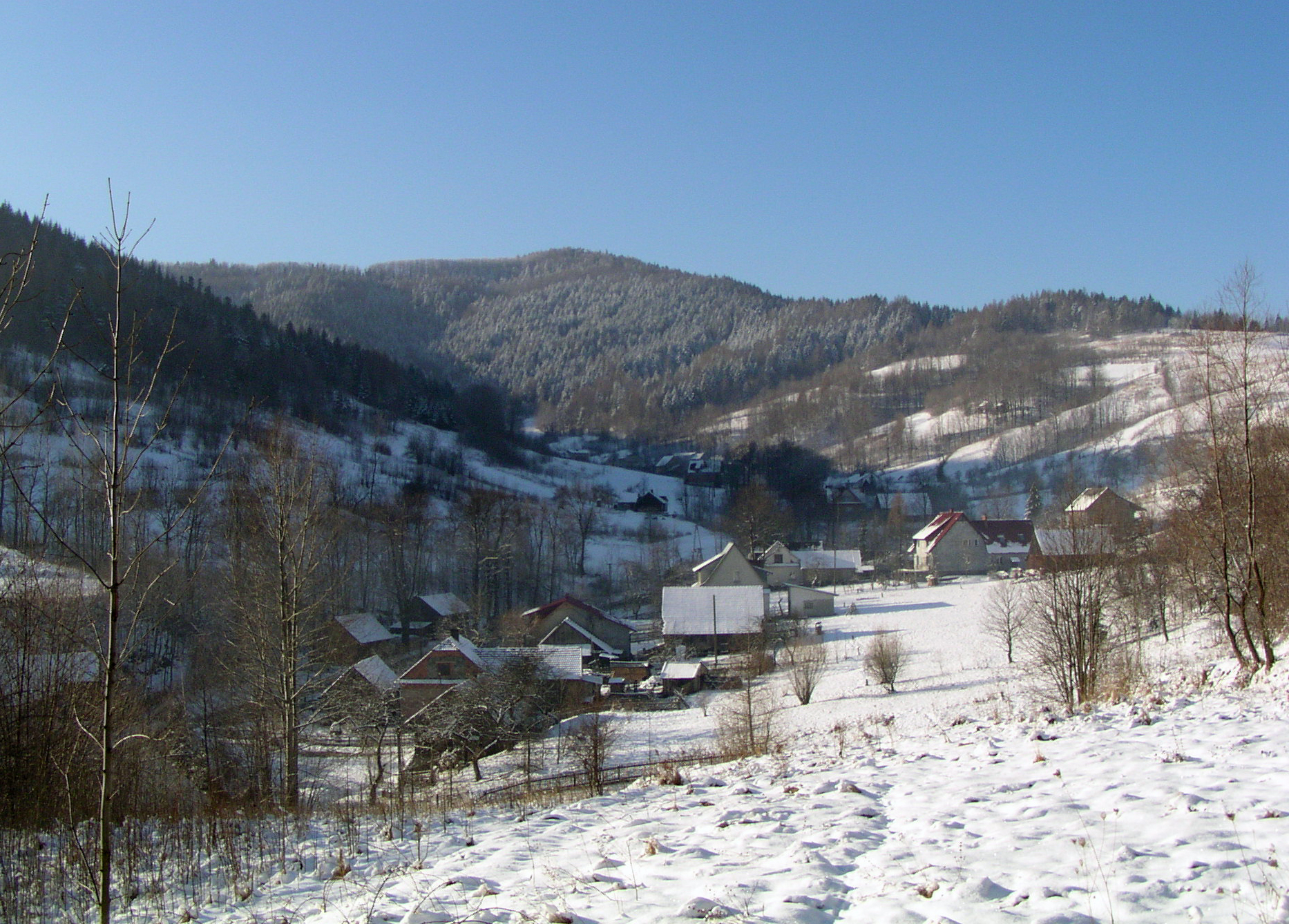
Ortsansicht

Der Ort liegt am Bach Ponikiewka in den Kleinen Beskiden (Beskid Mały).
Das Dorf Zawadka gehört dem Schulzenamt Ponikiew.
Nachbarorte sind Zawadka und Chocznia im Norden, Gorzeń Górny im Osten, Koziniec und Jaszczurowa im Südosten, Rzyki im Südwesten, Kaczyna im Westen.

## Geschichte
Der Ort wurde von Walachischen Schäfern in der Mitte des 15. Jahrhunderts gegründet und 1564 erstmals urkundlich erwähnt. Später absorbierte das Dorf bis zum späten 19. Jahrhundert folgende Orte: Chobot, Koziniec und Kaczyna.
Bei der Ersten Teilung Polens kam Ponikiew 1772 zum neuen Königreich Galizien und Lodomerien des habsburgischen Kaiserreichs (ab 1804).
1918, nach dem Ende des Ersten Weltkriegs und dem Zusammenbruch der k.u.k. Monarchie, kam Ponikiew zu Polen. Unterbrochen wurde dies nur durch die Besetzung Polens durch die Wehrmacht im Zweiten Weltkrieg. Es gehörte dann zum Landkreis Bielitz im Regierungsbezirk Kattowitz in der Provinz Schlesien (seit 1941 Provinz Oberschlesien).
Von 1975 bis 1998 gehörte Ponikiew zur Woiwodschaft Bielsko-Biała.